# 콥스 파티 (영화)
콥스 파티(コープスパーティー, Corpse Party)는 일본에서 제작된 야마다 마사후미 감독의 2015년 공포 영화이다. 이코마 리나 등이 주연으로 출연하였다. 2015년 8월 1일 일본에서 개봉되었다. 후속작 콥스파티: 북 오브 섀도우는 2016년 7월 30일 개봉되었다.

## 출연

### 주연
- 이코마 리나
- 이케오카 료스케
- 마에다 노조미
- 카나야마 카즈히코

### 조연
- 키타 요코
- 마츠우라 아유

## 같이 보기
- 비디오 게임을 원작으로 한 영화 목록